# Sarah Lauritzen
Sarah Antonie Brady Munch Lauritzen (Copenhague, 27 de febrero de 1976) es una deportista danesa que compitió en remo.
Ganó dos medallas de plata en el Campeonato Mundial de Remo, en los años 1997 y 2002. Participó en tres Juegos Olímpicos de Verano, ocupando el cuarto lugar Atlanta 1996, el sexto en Sídney 2000 y el sexto en Atenas 2004, en la prueba de cuatro scull.

## Palmarés internacional
| Campeonato Mundial | Campeonato Mundial     | Campeonato Mundial | Campeonato Mundial |
| Año                | Lugar                  | Medalla            | Prueba             |
| ------------------ | ---------------------- | ------------------ | ------------------ |
| 1997               | Aiguebelette (Francia) | Medalla de plata   | Cuatro scull       |
| 2002               | Sevilla (España)       | Medalla de plata   | Cuatro scull       |